# الیم-تپ
الیم-تپ (به لاتین: Alim-Tepe) یک منطقهٔ مسکونی در قرقیزستان است که در استان اوش واقع شده‌است.

## خصوصیات
الیم-تپ ۸۶۸ متر بالاتر از سطح دریا واقع شده‌است.